# 802 Epyaxa

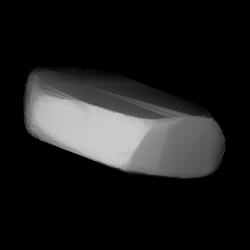
Modello 3D dell'asteroide 802 Epyaxa

Epyaxa è un asteroide della fascia principale. Scoperto nel 1915, presenta un'orbita caratterizzata da un semiasse maggiore pari a 2,1963027 UA e da un'eccentricità di 0,0792564, inclinata di 5,20535° rispetto all'eclittica.
Stanti i suoi parametri orbitali, è considerato un membro della famiglia Flora di asteroidi.
Il nome fa riferimento alla moglie di uno dei re di epoca persiana della Cilicia.